# Sephena maculata
Sephena maculata är en insektsart som beskrevs av Melichar 1902. Sephena maculata ingår i släktet Sephena och familjen Flatidae. Inga underarter finns listade i Catalogue of Life.